# 파워레인저 고버스터즈 - 에네트론 타워를 지켜라!
파워레인저 고버스터즈 - 에네트론 타워를 지켜라!(特命戦隊ゴーバスターズ THE MOVIE 東京エネタワーを守れ!, Tokumei Sentai Go-Busters the Movie: Protect the Tokyo Enetower!)는 일본에서 제작된 시바사키 타카유키 감독의 2012년 모험, 액션 영화이다.

## 출연
- 스즈키 카츠히로
- 바바 료마
- 코미야 아리사
- 마츠모토 히로야
- 사카키 히데오
- 니시히라 후우카
- 타카하시 나오토
- 쯔지 노조미
- 진나이 쇼